# Fintan McCarthy
Pour les articles homonymes, voir McCarthy.
Fintan McCarthy, né le 23 novembre 1996 à Skibbereen dans le Comté de Cork, est un rameur irlandais, champion du monde en 2019 avec Paul O'Donovan dans la spécialité du deux de couple poids légers masculin et double médaillé d'or olympique en 2021 aux Jeux de Tokyo puis en 2024 aux Jeux de Paris.

## Carrière sportive
McCarthy a participé au quatre de couple poids léger aux Championnats du monde des moins de 23 ans en 2016 et a atteint la cinquième place. L'année suivante, lui et son frère jumeau Jacob McCarthy ont terminé huitièmes au deux de couple poids léger, et en 2018, les deux ont terminé cinquièmes. Aux Championnats du monde 2018 à Plovdiv, les deux hommes ont également atteint la cinquième place avec le quatre de couple léger.
En 2019, les frères ont terminé cinquièmes aux Championnats d'Europe à Lucerne. Lors de la finale de la Coupe du monde d'aviron 2019, Fintan McCarthy a concouru avec Paul O'Donovan, lui-même de Skibbereen, et a terminé deuxième derrière le bateau allemand avec Jason Osborne et Jonathan Rommelmann.
Aux Championnats du monde 2019 à Linz-Ottensheim, McCarthy et O'Donovan se sont imposés devant les Italiens Stefano Oppo et Pietro Ruta. Aux Championnats d'Europe 2020, McCarthy a concouru en skiff poids léger et a remporté une médaille de bronze.
Aux championnats d'Europe 2021 à Varèse en deux de couple léger, on retrouve les prétendants de 2019 et l'équipage finit devant les Allemands Rommelmann et Osborne et les Italiens Oppo et Ruta. La course aux Jeux Olympiques de Tokyo s'est terminée par le même podium ; cette médaille est la toute première médaille olympique de l'aviron irlandais.

## Palmarès

### Jeux olympiques
- 2020 à Tokyo,  Japon
  -  Médaille d'or en deux de couple poids légers (détails) avec Paul O'Donovan.
- 2024 à Paris,  France
  -  Médaille d'or en deux de couple poids légers (détails) avec Paul O'Donovan.

### Championnats du monde
- 2019 à Ottensheim,  Autriche
  -  Médaille d'or en deux de couple poids légers. avec Paul O'Donovan
- 2022 à Račice,  Tchéquie
  -  Médaille d'or en deux de couple poids légers. avec Paul O'Donovan

### Championnats d'Europe
- 2020 à Poznań,  Pologne
  -  Médaille de bronze en skiff poids légers.
- 2021 à Varèse,  Italie
  -  Médaille d'or en deux de couple poids légers.
- 2022 à Munich,  Allemagne
  -  Médaille d'or en deux de couple poids légers.